# Altenburg (Asbach)
Altenburg ist ein Ortsteil der Ortsgemeinde Asbach im Landkreis Neuwied im nördlichen Rheinland-Pfalz. Der Ort ist überwiegend landwirtschaftlich geprägt.

## Geographie
Das Dorf liegt im Niederwesterwald südöstlich des Hauptortes Asbach auf einer Anhöhe über dem Wied- und dem Mehrbachtal. Altenburg ist über die Kreisstraße 70 mit den Asbacher Ortsteilen Reeg und Schöneberg sowie über die Kreisstraße 71 mit den Ortsteilen Dasbach und Heckenhahn verbunden.

## Geschichte
Der Name Altenburg wird hergeleitet aus einer südöstlich des Ortes liegenden vorgeschichtlichen Fliehburg, die auch den Namen „Boddems Nück“ hat und deren Reste heute noch sichtbar sind.
In der ersten urkundlichen Erwähnung wird 1496 ein zum Besitz der Herren von Ehrenstein gehörender Hof genannt.
Landesherrlich gehörte Altenburg bis 1803 zum Kurfürstentum Köln. Der Ort war Teil der „Honnschaft Schöneberg“, die zum Kirchspiel Asbach gehörte und der Verwaltung des kurkölnischen Amtes Altenwied unterstand. Nach einer 1660 vom Kölner Kurfürsten Maximilian Heinrich angeordneten Bestandsaufnahme hatte Altenburg neun Höfe, zwei davon gehörten dem nahe liegenden Kloster Ehrenstein. 1787 wurden bereits 40 Häuser mit 109 Einwohnern gezählt, darunter waren auch Handwerker, die für das Kloster Ehrenstein tätig waren.
Nachdem das Rheinland 1815 zu Preußen gekommen war, gehörte Altenburg zur Gemeinde Schöneberg im damals neu gebildeten Kreis Neuwied und wurde zunächst von der Bürgermeisterei Neustadt und ab 1823 von der Bürgermeisterei Asbach verwaltet. Nach einer Volkszählung im Jahr 1885 hatte Altenburg 233 Einwohner, die in 50 Häusern lebten.
1874 erhielt Altenburg eine eigene Schule, die in den 1960er Jahren aufgelöst wurde. Zum Schulbezirk gehörten auch die Ortschaften Diefenau, Kaltehöhe und Reeg. Die St. Josefs-Kapelle in der Ortsmitte wurde 1929 von der Dorfgemeinschaft aus eigenen Mittel erbaut. 1931 erhielt Altenburg eine eigene Poststelle der Klasse II im Bezirk des Postamts Asbach.
Bis 1974 war Altenburg Teil der bis dahin eigenständigen Gemeinde Schöneberg. Aus ihr und den gleichzeitig aufgelösten Gemeinden Asbach und Limbach sowie einem Teil der Gemeinde Elsaff wurde am 16. März 1974 die Ortsgemeinde Asbach neu gebildet. 1987 zählte Altenburg 277 Einwohner.